# 扎亞切
48°9′26″N 35°36′21″E / 48.15722°N 35.60583°E
扎亞切（烏克蘭語：Заяче），是烏克蘭的村落，位於該國中部第聶伯羅彼得羅夫斯克州，由錫涅利尼科沃區負責管轄，處於中捷爾薩河左岸，分別距離科達齊克1公里和鲁代沃-尼古拉伊夫卡1.5公里，海拔高度132米，2001年人口39。